# 레네 토프트 한센
레네 토프트 한센(덴마크어: René Toft Hansen, 1984년 11월 1일~)은 덴마크의 핸드볼 선수로 포지션은 피벗이다. 현재 덴마크 핸드볼 리그의 비에링브로-실케보르 혼볼 소속으로 활약하고 있다. 비보르 HK 소속으로 프로 선수 생활을 시작하여 KIF 콜딩과 AG 코펜하겐 소속으로 뛰면서 덴마크 리그를 우승했다. 이후 분데스리가의 THW 킬로 이적하여 리그 3회 우승을 달성했으며, 팀의 주장을 맡았다.
국제 대회에 동생인 헨리크와 덴마크 대표팀 소속으로 참가했으며, 2016년 하계 올림픽 금메달, 2019년 세계 선수권 대회 우승, 2012년 유럽 선수권 대회 우승의 성과를 냈다.